# FIS Marathon Cup 2010/2011
Sezon 2010/2011 FIS Marathon Cup rozpoczął się 19 grudnia 2010 roku włoskim maratonem La Sgambeda, a zakończył 19 marca 2011 roku norweskim Birkebeinerrennet.
Obrońcami tytułu byli: Szwedka Jenny Hansson wśród kobiet oraz Włoch Fabio Santus wśród mężczyzn. W tym sezonie triumfowali: Szwedka Sandra Hansson i jej rodak Jerry Ahrlin.

## Kalendarz i wyniki

### Kobiety
| Lp. | Data             | Zawody                           | Dystans             | 1. miejsce                | 2. miejsce      | 3. miejsce      |
| --- | ---------------- | -------------------------------- | ------------------- | ------------------------- | --------------- | --------------- |
| 1.  | 19 grudnia 2010  | Livigno – La Sgambeda            | 42 km s. dowolnym   | Wałentyna Szewczenko      | Sabina Valbusa  | Natalja Zernowa |
| 2.  | 9 stycznia 2011  | Bedřichov – Jizerská Padesátka   | 50 km s. klasycznym | Sandra Hansson            | Seraina Boner   | Susanne Nyström |
| 3.  | 23 stycznia 2011 | Lienz – Dolomitenlauf            | 42 km s. dowolnym   | Seraina Mischol           | Susanne Nyström | Sabina Valbusa  |
| 4.  | 30 stycznia 2011 | Predazzo – Marcialonga           | 70 km s. klasycznym | Seraina Boner             | Sandra Hansson  | Susanne Nyström |
| 5.  | 6 lutego 2011    | Oberammergau – König-Ludwig-Lauf | 42 km s. klasycznym | Sandra Hansson            | Seraina Boner   | Susanne Nyström |
| 6.  | 13 lutego 2011   | Lamoura – Transjurassienne       | 40 km s. dowolnym   | Natascia Leonardi Cortesi | Célia Bourgeois | Sabina Valbusa  |
| 7.  | 20 lutego 2011   | Otepää – Tartu Maraton           | 63 km s. klasycznym | Sandra Hansson            | Sabina Valbusa  | Anu Tähtinen    |
| 8.  | 26 lutego 2011   | Lahti – Finlandia-hiihto         | 50 km s. klasycznym | Sandra Hansson            | Nina Lintzén    | Maija Saarinen  |
| 9.  | 6 marca 2011     | Sälen – Vasaloppet               | 90 km s. klasycznym | Jenny Hansson             | Susanne Nyström | Sofia Bleckur   |
| 10. | 13 marca 2011    | Samedan – Engadin Skimarathon    | 42 km s. dowolnym   | Antonella Confortola      | Célia Bourgeois | Seraina Boner   |
| 11. | 19 marca 2011    | Lillehammer – Birkebeinerrennet  | 54 km s. klasycznym | Seraina Boner             | Jenny Hansson   | Sara Svendsen   |

### Mężczyźni
| Lp. | Data             | Zawody                           | Dystans             | 1. miejsce      | 2. miejsce      | 3. miejsce           |
| --- | ---------------- | -------------------------------- | ------------------- | --------------- | --------------- | -------------------- |
| 1.  | 19 grudnia 2010  | Livigno – La Sgambeda            | 42 km s. dowolnym   | Fabio Santus    | Simen Østensen  | Cristian Zorzi       |
| 2.  | 9 stycznia 2011  | Bedřichov – Jizerská Padesátka   | 50 km s. klasycznym | Anders Aukland  | Oskar Svärd     | Stanislav Řezáč      |
| 3.  | 22 stycznia 2011 | Lienz – Dolomitenlauf            | 42 km s. dowolnym   | Fabio Santus    | Simone Paredi   | Teemu Kattilakoski   |
| 4.  | 30 stycznia 2011 | Predazzo – Marcialonga           | 70 km s. klasycznym | Jerry Ahrlin    | Oskar Svärd     | Stanislav Řezáč      |
| 5.  | 6 lutego 2011    | Oberammergau – König-Ludwig-Lauf | 42 km s. klasycznym | Jerry Ahrlin    | Stanislav Řezáč | Oskar Svärd          |
| 6.  | 13 lutego 2011   | Lamoura – Transjurassienne       | 40 km s. dowolnym   | Benoît Chauvet  | Fabio Santus    | Christophe Perrillat |
| 7.  | 20 lutego 2011   | Otepää – Tartu Maraton           | 63 km s. klasycznym | Jerry Ahrlin    | Anders Aukland  | Simen Østensen       |
| 8.  | 26 lutego 2011   | Lahti – Finlandia-hiihto         | 50 km s. klasycznym | Oskar Svärd     | Stanislav Řezáč | Björn Lind           |
| 9.  | 6 marca 2011     | Sälen – Vasaloppet               | 90 km s. klasycznym | Jörgen Brink    | Stanislav Řezáč | Jerry Ahrlin         |
| 10. | 13 marca 2011    | Samedan – Engadin Skimarathon    | 42 km s. dowolnym   | Remo Fischer    | Fabio Santus    | Bruno Carrara        |
| 11. | 19 marca 2011    | Lillehammer – Birkebeinerrennet  | 54 km s. klasycznym | Stanislav Řezáč | Jörgen Brink    | Jerry Ahrlin         |

## Klasyfikacje
| Lp. | Zawodnik                  | Punkty |
| --- | ------------------------- | ------ |
| 1.  | Sandra Hansson            | 557    |
| 2.  | Susanne Nyström           | 502    |
| 3.  | Seraina Boner             | 460    |
| 4.  | Sabina Valbusa            | 455    |
| 5.  | Jenny Hansson             | 380    |
| 6.  | Nina Lintzén              | 246    |
| 7.  | Natascia Leonardi Cortesi | 240    |
| 8.  | Célia Bourgeois           | 160    |
| 9.  | Antonella Confortola      | 150    |
| 10. | Seraina Mischol           | 145    |
| 11. | Wałentyna Szewczenko      | 100    |
| 12. | Sara Svendsen             | 96     |
| 13. | Laila Kveli               | 85     |
| 14. | Ursina Badilatti          | 80     |
| 15. | Sofia Bleckur             | 60     |

| Lp. | Zawodnik               | Punkty |
| --- | ---------------------- | ------ |
| 1.  | Jerry Ahrlin           | 533    |
| 2.  | Fabio Santus           | 515    |
| 3.  | Stanislav Řezáč        | 500    |
| 4.  | Oskar Svärd            | 401    |
| 5.  | Anders Aukland         | 377    |
| 6.  | Jörgen Brink           | 270    |
| 7.  | Bruno Carrara          | 209    |
| 8.  | Simen Østensen         | 201    |
| 9.  | Rickard Andreasson     | 190    |
| 10. | Martin Larsson         | 177    |
| 11. | Simone Paredi          | 170    |
| 12. | Alaksiej Iwanou        | 162    |
| 13. | André Haugsbø          | 150    |
| 13. | Thomas Magne Henriksen | 150    |
| 15. | Jørgen Aukland         | 147    |